# Perestroika
Perestroika (také Toppler) je sovětská počítačová hra z roku 1990. Nazývá se podle perestrojky Michaila Gorbačova a jeho obrázek je také ukázán na titulní obrazovce, kde je jeho postava stylizována jak svou přítomností rozbíjí zeď Kremlu. Hudba hrající na titulní obrazovce je ruská lidová píseň Dubinuška z 19. století.

## Hratelnost
Hra samotná sestává ze skákání žábovité figurky po leknínech, které se vždy nejdříve zmenšují a pak úplně zmizí, aby se objevily na jiném místě. Hráč může se svou figurkou po cestě jíst barevné kuličky a nakonec musí sebrat peníz symbolizující vyšší životní úroveň, ve hře je 25 levelů. Figurka nesmí skočit do prázdna a nesmí zůstat stát na leknínu, který zmizí. Žába symbolizuje demokrata a listy leknínů zákony a předpisy, které se neustále mění a mizí. Barevné kuličky zvyšují skóre, modrá kulička symbolizuje spotřební zboží, červená měnové transakce, oranžová daně a hnědá podniky. Měnová transakce může někdy přidat život navíc, naopak daň skóre snižuje a podnik někdy může figurku potopit. Od sedmé úrovně hráče pronásleduje byrokrat, který ho chce sníst.

## Verze
Hra byla napsána v prostředí Borland C++ pro platformu MS-DOS, kde běžela (na rok 1990) v překvapivě vysokém rozlišení 640×350. Původní tvůrci vytvořili v roce 1995 remake pro Windows 3.1x, veškerá hratelnost zůstává stejná, pouze na titulní obrazovce je místo Gorbačova zobrazena žába a peníz na postup do další úrovně byl nahrazen květem leknínu.
Hra existuje také ve verzi pro počítače Sinclair ZX Spectrum a kompatibilní (například Didaktik), zde pod počeštěným názvem Perestrojka. Jejím autorem je programátorská skupina GCC. Vydavatelem této verze byla společnost Proxima - Software v. o. s., hra byla vydána v roce 1992 jako součást souboru her Mah Jongg.
V roce 2005 vyšel remake Toppler pro Microsoft Windows od českého vývojáře René Puschingera, penízek byl změněn na žlutou hvězdu a přibyli černí byrokraté, kteří se dají sníst.